# Vice传媒有限公司
Vice传媒有限公司简称Vice媒体，是一家北美数字媒体和广播公司。起源自总部位于蒙特利尔由瑟什·阿尔维、沙恩·史密斯和加万·麦克因斯（于2008年离开该公司）共同创建的Vice (雜誌)，Vice之后成长为主要向青少年以及年轻人发展的数字媒体包括在线内容的垂直营销和相关的网络系列节目、新闻部Vice新聞、一个电影制作工作室和一个唱片公司以及其他物业。2015年，Vice传媒被评为“新媒体成功的典范”——尤其是在吸引千禧一代观众方面。
2016年2月，Vice媒体在加拿大和美国推出了一个名为Vice频道的有线电视网络，这是一个主要面向千禧年一代的在线内容垂直营销数字媒体。目前，Vice频道在许多国际地区都有运营，计划在2017年底前扩大到44家。Vice媒体目前在HBO上有两档新闻节目在播放。《Vice今夜新闻》于2016年10月10日首播，在主动区别于传统新闻报道的同时，每晚对全球新闻、科技、环境、经济和流行文化进行全面报道。 2013年4月，Vice媒体开始与HBO 电视台共同制作名为《VICE》的纪录片系列，该纪录片曾获艾美奖。Vice全球精选栏目由沙恩·史密斯、共同创始人瑟什·阿尔维以及一名记者轮流主持。
Vice总部位于加拿大魁北克省蒙特利尔市，2001年迁至纽约市。2014年8月，由华特迪士尼公司和赫斯特国际集团共同拥有的电视集团A+E電視網斥资2.5亿美元收购Vice媒体10%的股权。2015年11月和12月，迪士尼又增加了两笔2亿美元的个人投资，总额达4亿美元。在2017年6月，Vice从私募股权投资公司TPG資本处获得了4.5亿美元的投资，以用于增加剧本编写和持续国际扩张费用的支出。在达成这比交易后，Vice媒体的估值达到了57亿美元。
2018年3月，Vice媒体联合创始人沙恩·史密斯宣布，他将从首席执行官一职过渡到执行董事长一职。前A+E電視網的首席执行官南锡·迪比克将接替史密斯担任Vice媒体的首席执行官。“史密斯现在将专注于创建内容、战略交易和合作伙伴关系，以帮助公司成长。”

## 历史

### 创立与早期 （1994–2005）
Vice媒体创始人瑟什·阿尔维、沙恩·史密斯和加万·麦克因斯于1994年10月在加拿大魁北克省蒙特利尔市共同创办了《蒙特利尔之声》(Voice of Montreal)杂志。
《蒙特利尔之声》在1996年更名为Vice。随着杂志越来越受欢迎，他们发现公司在加拿大很难扩大业务规模。在1999年Vice被收购并搬到纽约市之后，两位联合创始人又把Vice买了回来，并于2001年搬到了布鲁克林威廉斯堡的新办公室。 得益于杂志的内容、评论以及特里·理查森、瑞安·麦克金利等人的贡献，杂志得以持续获得读者的关注。随后，该杂志迅速向国际扩张，安德鲁·克赖顿(Andrew Creighton)和安迪·卡珀共同创办了Vice的英国分部，随后该杂志进一步扩展到五大洲。
联合创始人加文·麦金尼斯因与Vice媒体有“不同的创作理念”而离开该公司，创办了streetcarnage.com网站，后来又与人合伙创办了Rooster广告公司。

### 数字扩张（2006–2011）
2006年，在创意总监斯派克·琼斯的建议下，Vice开始向数字视频领域扩张，与維亞康姆傳媒電視網推出新视频服务VBS.tv合资企业。VBS凭借《旅行指南》（The Vice Guide To Travel）、《滑手映像》（Epicly Later d）和《毒》（Toxic）等剧集赢得了粉丝基础。该频道的纪录片以不同寻常的主题为特色，由Vice媒体的年轻人主持，通常是主创本人。
2007年，Vice媒体开始积极扩展其数字视频业务，推出新的频道，如：Motherboard（科技）、Noisey（音乐）以及一个与英特尔合作推出的创想计划（The Creators Project）。Vice媒体随后推出了围绕电子音乐文化（Thump）、全球新闻（global news, Vice news）、食品（Munchies）和体育（Vice sports）等网站。此外，Vice媒体还成立了创意服务机构Virtue Worldwide，以扩大其围绕平台开展工作的能力。

### 持续扩张（2012–现在）
2012年，Vice媒体继续加大对新闻和时事报道的力度。
2013年8月中旬，鲁伯特·默多克的二十一世紀福斯向Vice媒体注资7000万美元，获得该公司5%的股份。在宣布这一消息后，史密斯解释说:“我们已经为建立一个全球平台做好了准备，但我们依然保持着对公司的控制权。”
2013年，Vice媒体为HBO推出了一档名为《Vice》的30分钟新闻节目，由比尔·马赫担任制作人。2014年，该剧第二季荣获第66届黄金时段创意艺术艾美奖最佳资讯类剧集或特辑创意艺术艾美奖。
2014年，Vice媒体推出了自己的新闻频道Vice新聞，由该频道制作，有关于乌克兰和委内瑞拉抗议和冲突的报道几乎立即引起了全球的关注。截至2014年10月，BBC新闻部负责人称该部门正在向Vice新聞“奋起直追(playing catch-up)”。
Vice传媒一贯倡导自己“沉浸式”的新闻风格，追求更真实、更有趣的故事。传统媒体《纽约时报》如专栏作家大卫·卡尔等人经常与Vice传媒的创始人和编辑产生争议。卡尔在2011年的纪录片《头版:纽约时报的一年》中与沙恩·史密斯进行了激烈的语言交锋。之后，卡尔却在2014年《时代杂志》的一篇专栏文章中说，Vice已成长为一个强大的新闻实体。2014年8月，卡尔在《纽约时报》的一篇专栏文章中进一步驳斥了他之前对Vice的批评，他说，“在那时，扮演一名严厉的传统媒体斥责者感觉很好，但最近的事件表明，Vice对人们——是的，甚至是年轻人——会真正关注的真实新闻是极其认真的。”
2014年7月2日，Vice媒体宣布将搬迁至威廉斯堡的一个仓库，该仓库原为285肯特、声波毁灭者以及Glasslands的音乐场地。Vice租下该场地8年，翻新了这座面积60,000-平方英尺（5,600-平方）的大楼，一共花费了2000万美元以方便建立具有全面广播功能的新制作设施，并从纽约州帝国发展公司处获得了650万美元的税收抵免。
2015年3月26日，HBO宣布续订Vice每周播出的新闻杂志《Vice》四年，同时将每年播出的剧集从14集增加到近30集。该电视台还宣布Vice将推出一档晚间新闻节目。该节目名为《Vice晚间新闻》，于2016年10月10日首播，预计每年播出48周，内容为：包括全球新闻、科技、环境、经济和流行文化的经过先行编辑好的视频以及图像片段，并且不启用直播电视主持人。
2015年11月，Vice和A&E电视网宣布推出Vice频道，这是一个即将推出的有线电视网络，将提供由Vice制作的内容。
Vice再次与HBO合作，于2016年10月10日正式开播晚间新闻节目《Vice晚间新闻》。
2017年3月14日，Vice宣布与色拉布达成了一项扩大版的原创节目协议。这项新协议是在Vice之前的协议基础上达成的，Vice曾在2015年成为色拉布发现平台的全球发布合作伙伴。新协议下计划的第一个节目是《埃克申·布朗森的饥饿之心》(Hungry Hearts with Action Bronson)，由同名说唱歌手埃克申·布朗森主演。
同样在2017年3月，Vice宣布了一系列内容协议，到2017年底，其节目将在80多个地区播出。
2018年3月，Vice媒体联合创始人沙恩·史密斯宣布，他将从首席执行官一职过渡到执行董事长一职。前A+E网络公司首席执行官南锡·迪比克接替史密斯担任首席执行官。“史密斯现在将专注于创建内容和战略交易以及合作伙伴关系，以帮助公司发展。”
2017年6月，Vice获得了私募股权公司德太投资4.5亿美元的投资，用于增加剧本制作和正在进行的国际扩张。这笔交易完成后Vice媒体的估值达到57亿美元。2018年9月，迪士尼减记了对Vice 1.57亿美元的投资。迪斯尼将在收购21世纪福克斯完成后收购福克斯在Vice的股份。
2018年8月20日，Vice旗下Munchies & Fremantle Media与三五集团(Triple Five Group)签署协议，获得美国梦牧场餐厅的控制权。餐厅预计将于2019年4月开业。
2018年11月，《华尔街日报》报道称，Vice媒体希望通过自然减员而不是裁员，将员工数量削减10%至15%。同月，Vice首席执行官南锡·迪比克在纽约时报交易录会议上告诉听众，Vice将在明年恢复盈利。
2019年10月1日，Vice中国的合作方异视异色宣布结束与Vice的合作，Vice中国的网站被移除。

## 争议

### 性骚扰
2017年12月23日，《纽约时报》报道称，已有四项针对Vice员工的性骚扰或诽谤指控达成和解。此外，20多名女性表示，她们曾在公司经历或目睹不当的性行为，包括不受欢迎的亲吻、猥亵、下流的言论和性主张。在一份提供给《纽约时报》的声明中，Vice创始人沙恩·史密斯和瑟什·阿尔维说，“作为一家公司，我们未能从上到下创造一个安全、包容的工作环境，让每个人，尤其是女性，都能感受到尊重和繁荣。”
2018年1月，Vice宣布暂停总裁安德鲁·克赖顿(Andrew Creighton)和首席数字官迈克·热尔曼诺(Mike Germano)的职务，原因是该公司正在对他们的指控进行调查。Vice首席运营官兼首席财务官莎拉·布罗德里克(Sarah Broderick)于2018年1月2日向员工发送了一份备忘录，宣布暂停克赖顿和首席数字官迈克·热尔曼诺的职务。克赖顿被指在2016年向一名前员工支付了13.5万美元的和解金，后者声称自己在拒绝克赖顿的和解请求后被解雇。热尔曼诺创立了胡萝卜创意(Carrot Creative)，并于2013年被Vice收购；他被控在公司聚会上把一位前同事拉到自己的腿上，并告诉前策略师阿曼达·鲁(Amanda Rue)，他最初并不想雇佣她，“雇佣她是因为他想和其发生性关系”。 
Vice还因拍摄关于特里·理查德森的作品而受到现任和前任员工的批评。理查森是一名摄影师，曾被多名模特指控性虐待。

### 伪造画面
据《哥伦比亚新闻评论杂志》报道，在视频剪辑过程中，Vice为了追求更有趣或更有影响力的场景而更改了镜头。在2011年的一部关于利比亚的纪录片中，记者的镜头和画外音声称，该记者在一场进攻中冲上了前线，然而一名消息人士声称这名记者并没有前往该地，只有一个摄影师去了那里拍摄影像。在另一个例子中，一名前女雇员讲述了一个关于报道发展中国家性工作者时的故事，她说Vice试图“煽动和利用”这些性工作者，还被要求去卧底当妓女，但被她拒绝了。她还说，在另一次拍摄中，一位制片人让她在镜头前多说脏话。

## 产业
Vice媒体拥有一系列线上和线下的资产。数字频道包括：：
| 名字        | 首发   | 类型           |
| ----------- | ------ | -------------- |
| Vice (雜誌) | 1996年 | 文化           |
| Vice新聞    | 2013年 | 新聞節目       |
| Noisey音乐  | 2012年 | 音乐           |
| Motherboard | 2010年 | 技术和科学     |
| Broadly     | 2015年 | 女性专栏       |
| Munchies    | 2014年 | 食物和烹飪節目 |
| Vice 体育   | 2014年 | 体育运动       |
| i-D         | 2013年 | 時裝           |
| 车库        | 2016年 | 艺术门类       |
| Amuse       | 2015年 | 生活方式       |
| Vice Impact | 2017年 | 主张宣传       |
| 路标        | 2016   | 电子游戏       |
| 补药        | 2016   | 健康与保健     |
| Free        | 2018   | 个人理财       |

- ^ 首发指的是第一个Vice制作的视频在各自的YouTube频道上发布的年份。
- ^ 2014年，Vice媒体接管了于2012年上线，由YouTube资助（英语：YouTube Original Channel Initiative）的NOC频道。

VICE媒体经营着一系列数字实体和线下实体、现场音乐场地等企业。包括：

### Vice杂志
Vice是一个专注于传播艺术、文化和新闻主题的印刷杂志和网站。该杂志于1994年在加拿大魁北克省蒙特利尔市创办，是Vice媒体公司旗下的第一家公司。
截至2017年4月，杂志主编为埃利斯·琼斯(Ellis Jones)，副主编为埃里卡·艾伦(Erika Allen)。每月出版的刊物内容经常围绕着同一个主题。

### Vice新闻
Vice新闻是Vice媒体的时事品牌，由ViceNews.com的晚间新闻节目《Vice晚间新闻》和获得艾美奖的每周新闻节目《Vice》组成，这两个节目都在HBO播出。Vice新闻关注的是其他新闻来源可能无法深入报道的事件。2016年5月24日，Vice媒体提拔乔希·泰兰德吉尔(Josh Tyrangiel)负责统管Vice新闻，包括Vice新闻、HBO每周的Vice新闻节目以及每日的《Vice晚间新闻》。
Vice新闻每天制作新闻内容，在其网站和YouTube频道上发布书面文章和视频。2015年，该频道凭借其视频系列《伊斯兰国》(the Islamic State)和《最后的机会》(Last Chance High)获得了两项皮博迪奖。
2013年，HBO播出了30分钟新聞雜誌《Vice》的前10集，由比尔·马赫担任执行制片人。在第一季的结尾，Vice与丹尼斯·罗德曼以及哈莱姆环球队在朝鲜进行了一场篮球表演赛。该剧于2014年续订了第二季，并获得了艾美奖最佳信息类剧集奖。2014年5月，HBO电视台续订了该剧两季，共14集，分别在2015年和2016年播出。该节目目前已进入第五季，并已扩展至30集。
2016年10月，Vice新闻的第二档栏目《Vice晚间新闻》开播。该节目计划每年播出48周，内容包括全球新闻、科技、环境、经济和流行文化的经过先行编辑好的视频以及图像片段，并且不启用直播电视主持人。
在弗吉尼亚州夏洛茨维尔发生白人至上主义者、白人民族主义者和其他团体的暴力抗议后，Vice新闻的《Vice晚间新闻》频道在一场名为“团结权利”(Unite the Right)的集会上打破了常规的新闻杂志报道形式，用一整集的时间拍摄了一部有关这些事件的纪录片。该集于2017年8月14日播出，播出时间与集会时间相同。《夏洛茨维尔：种族与恐怖》获得了评论界的好评，《时尚先生》杂志希望读者能够“观看并分享它”。除了在其订阅的流媒体频道播放该视频外，HBO还同意将整个视频发布到YouTube上。在两周内，它在HBO和在线平台之间的浏览量就超过了4400万次。《卫报》写道，这部影片“揭露”了“美国新纳粹的恐怖”。该剧于2018年4月获得皮博迪公共新闻奖。

### Vice频道
Vice频道是Vice媒体运营的一家有线电视网络，主要面向千禧一代推出纪录片风格的节目。 与下列地区的本地有线电视供应商合作经营：
| 地区                   | 合作商                |
| ---------------------- | --------------------- |
| 美国                   | A&E                   |
| 加拿大                 | 羅渣士通訊集團        |
| 澳大利亚               | SBS                   |
| 法国                   | Canal+                |
| 荷兰                   | Ziggo                 |
| 英国                   | Sky                   |
| 比利时                 | Proximus,Telenet      |
| 西班牙和葡萄牙         | AMC国际伊比利亚电视台 |
| 新西兰                 | 天空广播              |
| 撒哈拉以南的非洲，南非 | 全国无线              |
| 印度尼西亚             | 爪哇郵報              |
| 巴西                   | 环球集团              |
| 印度                   | 时代集团              |
| 以色列                 | 伙伴电视              |

该频道可通过有线电视供应商以及OTT服务获得。

### Vice音乐
Vice唱片或者Vice音乐公司成立于2002年，是Vice旗下的唱片公司。先后通过各大唱片公司推出了以下艺人的专辑和单曲：
- 120天（英语：120 Days）
- 毒蝎子（英语：Acrassicauda）
- 埃克申·布朗森（英语：Action Bronson）
- 全能捍卫者（英语：Almighty Defenders）
- 黑色嘴唇（英语：Black Lips）
- 街趴乐团（英语：Bloc Party）
- Boredoms（英语：Boredoms）
- 夏洛特·甘斯柏格
- Chromeo（英语：Chromeo）
- 从1979年以上死亡（英语：Death From Above 1979）
- 德尼罗·法勒（英语：Deniro Farrar）
- Fucked Up（英语：Fucked Up）
- Growing（英语：Growing (band)）
- Head Wound City（英语：Head Wound City）
- Justice（英语：Justice (French band)）
- King Khan and the Shrines（英语：King Khan and the Shrines）
- Off!（英语：Off! (band)）
- Rich Boy（英语：Rich Boy）
- 史努比狗狗
- The Raveonettes（英语：The Raveonettes）
- The Stills（英语：The Stills）
- The Streets（英语：The Streets）
- Team Spirit
- Vybz Kartel（英语：Vybz Kartel）

### Vice电影
自2007年以来，Vice媒体通过Vice电影为名发行纪录片。2009年，《白色闪电》(White Lightnin)首次在影院上映。Vice电影公司于2014年推出了第一部故事片《无网捕鱼》(Fishing Without Nets)。2014年12月8日，二十世紀福斯与Vice媒体宣布，将合作以Vice电影品牌进行融资、制作、发行、营销、收购叙事电影。
Vice出品的纪录片和故事片获得了美国和国际主要电影节的认可。卡特·霍迪厄恩凭借《无网捕鱼》获得2014年圣丹斯电影节最佳导演奖。另一部故事片《劣质批次》(The Bad Batch)获得2016年威尼斯电影节评审团特别奖。
Vice电影继伊拉克的重金属乐队Acrassicauda推出之后，还发行了2008年的长篇摇滚纪录片《巴格达的重金属》。《纽约时报》赞扬了这部影片的制作水平，称它是“对处于困境中的巴格达文化激动人心的证明，也是对叙利亚难民状况的惊人报道”。
2017年9月，网飞在威尼斯电影节首映后，获得了Vice电影纪录片《吉姆和安迪》的版权。这部纪录片讲述的是金·凯利在电影《月球上的人》中饰演已故的安迪·考夫曼的故事。这部电影由克里斯·史密斯导演，斯派克·琼斯制作。

### VICE指南
2010年12月首播的音樂電視網系列剧《Vice万物指南》(The Vice Guide to Everything)是一部以短视频片段的形式，介绍各种全球问题为特色的每周新闻杂志，由沙恩·史密斯和众多记者共同主持。这档栏目力求以更简洁、更有趣的新闻方式迎合年轻观众。 该剧仅播出至2011年。

## 商业运作

### 全球扩张
Vice媒体一直在稳步收购媒体资产和公司，以扩大其全球业务。
2014年6月，据报道時代華納正在尝试谈判收购Vice媒体的少数股权；该公司的计划之一是让Vice媒体制作头条新闻的节目——这是CNN的衍生网络，该网络最近一直在努力重新将自己重新定位为一个年轻化的社交媒体新闻服务。 然而，由于双方公司无法就适当的估值达成一致导致交易失败，之后Vice媒体选择与A+E電視網合作以获得10％的少数股权。之后，A＆E的共同所有者华特迪士尼公司进行了第二笔2亿美元的投资。
2014年10月30日，Vice媒体宣布与羅渣士通訊集團合作成立价值1亿加元的合资企业，以促进多伦多生产设施的建设，并于2015年在加拿大推出一个Vice品牌的电视网络和数字产业。羅渣士公司的首席执行官盖伊·劳伦斯(Guy Laurence)将这个计划中的工作室描述为“加拿大数字内容的发电站，专注于18到34岁的年轻人”，这将是“令人兴奋的”和“刺激的”。合作内容将主要面向数字平台。
2014年11月，Vice媒体宣布，曾在奥巴马政府工作过的阿利萨·马斯特罗莫纳哥将于2015年1月加入公司，担任首席运营官 曾在媒体交易方面为Vice和梦工厂提供咨询的詹姆斯·施瓦布(James Schwab)将担任联席总裁。
2016年6月，在戛纳广告节狮子奖上，该公司宣布了向50多个国家扩张的计划，包括与印度《时报集团》和摩比(Moby)的合作，Vice将通过数字、移动和线性业务进入印度和中东市场。新维格兰频道已经在东南亚、澳大利亚、新西兰和非洲推出。
2016年底，Vice宣布将新闻和内容拓展到印尼市场，目标是覆盖该国18至34岁，人数大约有1亿的年轻人。截至2016年11月7日，Vice已与谷歌和印尼电视网络爪哇(Jawa Pos TV)达成数字和有线电视节目协议，播放其原创有关于生活方式、文化和新闻的内容。
2017年3月1日，在世界移动通信大会上，Vice宣布与多个地区的移动运营商达成新的内容协议，其中包括在亚太地区的大幅度扩张，以及与威瑞森GO90分公司续签合作伙伴关系。到2017年底，这些新协议将使Vice的内容进入全球80多个地区。

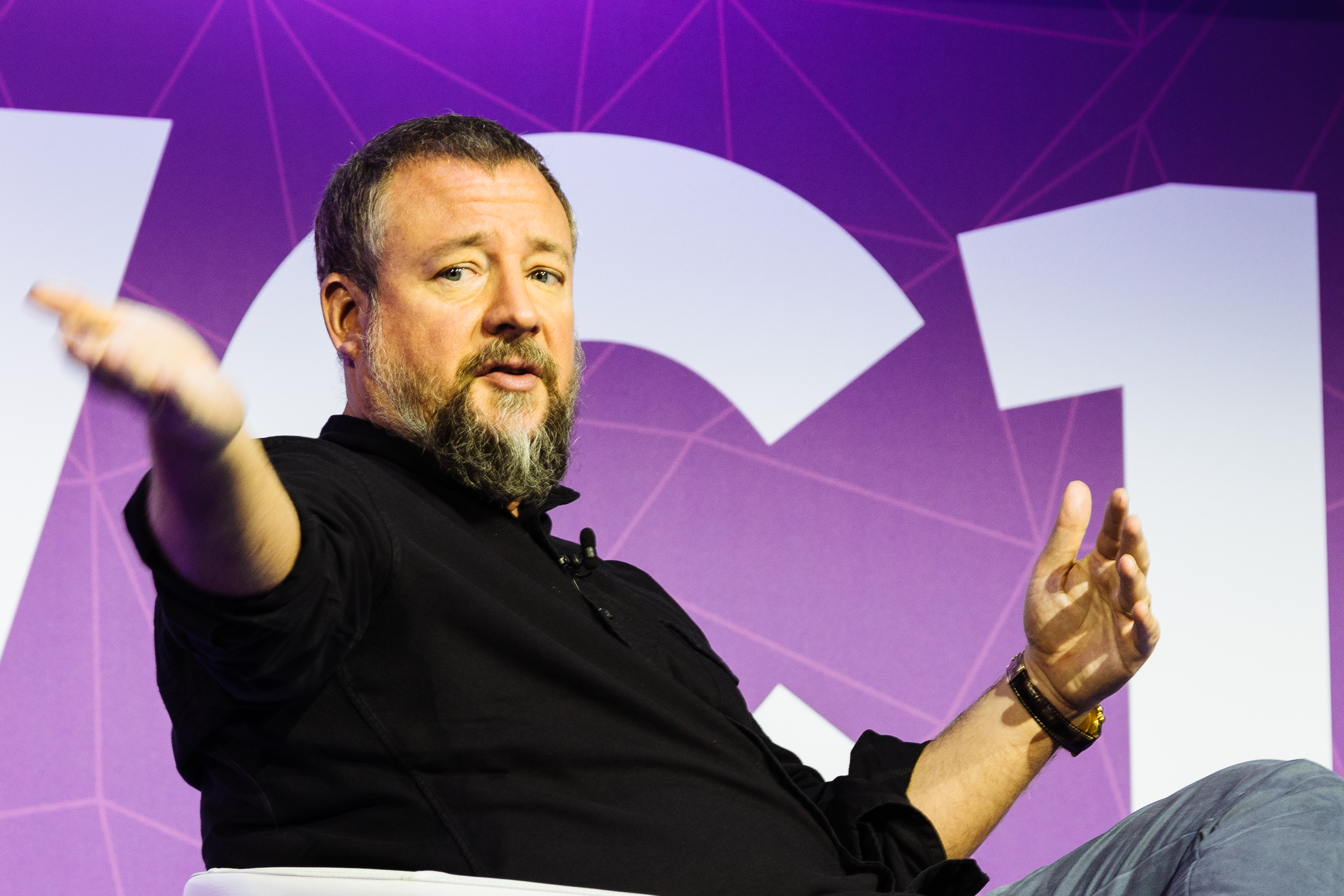
2017年移动世界大会期间，Vice媒体的沙恩·史密斯如是说

2017年3月22日，Vice媒体与法国数字媒体工作室黑丸(Blackpills)达成协议，将推出一系列原创短节目，并将在Vice数字视频中心网站video.vice.com上首播。黑丸(Blackpills)将邀请吕克·贝松、布莱恩·辛格和佐伊·卡萨维提斯等电影人参与创作。Vice伦敦子公司Pulse Films也将提供原创内容，在video.vice.com上播出。
2017年3月晚些时候，沙恩·史密斯在印度与时报集团讨论了合作事宜。该公司将于今年晚些时候在所有平台上推出Vice印度，以及他们的代理业务Virtue。史密斯还透露，Vice媒体“把印度拉回了启动合作伙伴的位置，因为把事情做好非常重要。”我们不只是想进来，建立一个工作室然后离开。我们想要有一个计划，确保我们做对了。” 2017年6月，Vice宣布与巴西媒体巨头环球集团建立合作关系，通过提高本地生产能力和增加移动节目，Vice将扩大其在该地区的现有业务。
2017年11月，Vice宣布成立一个新的亚太办公室，指派一名专职首席执行官负责印度、泰国、马来西亚、印度尼西亚和该地区其他地区的编程和业务运营。办公室总部设在新加坡，将包括“用于原创纪录片、戏剧和电影项目的工作室空间，以及Vice的品牌代理公司Virtue”。
收购
自2004年以来，该公司已收购以下财产：
最后的老蓝酒吧

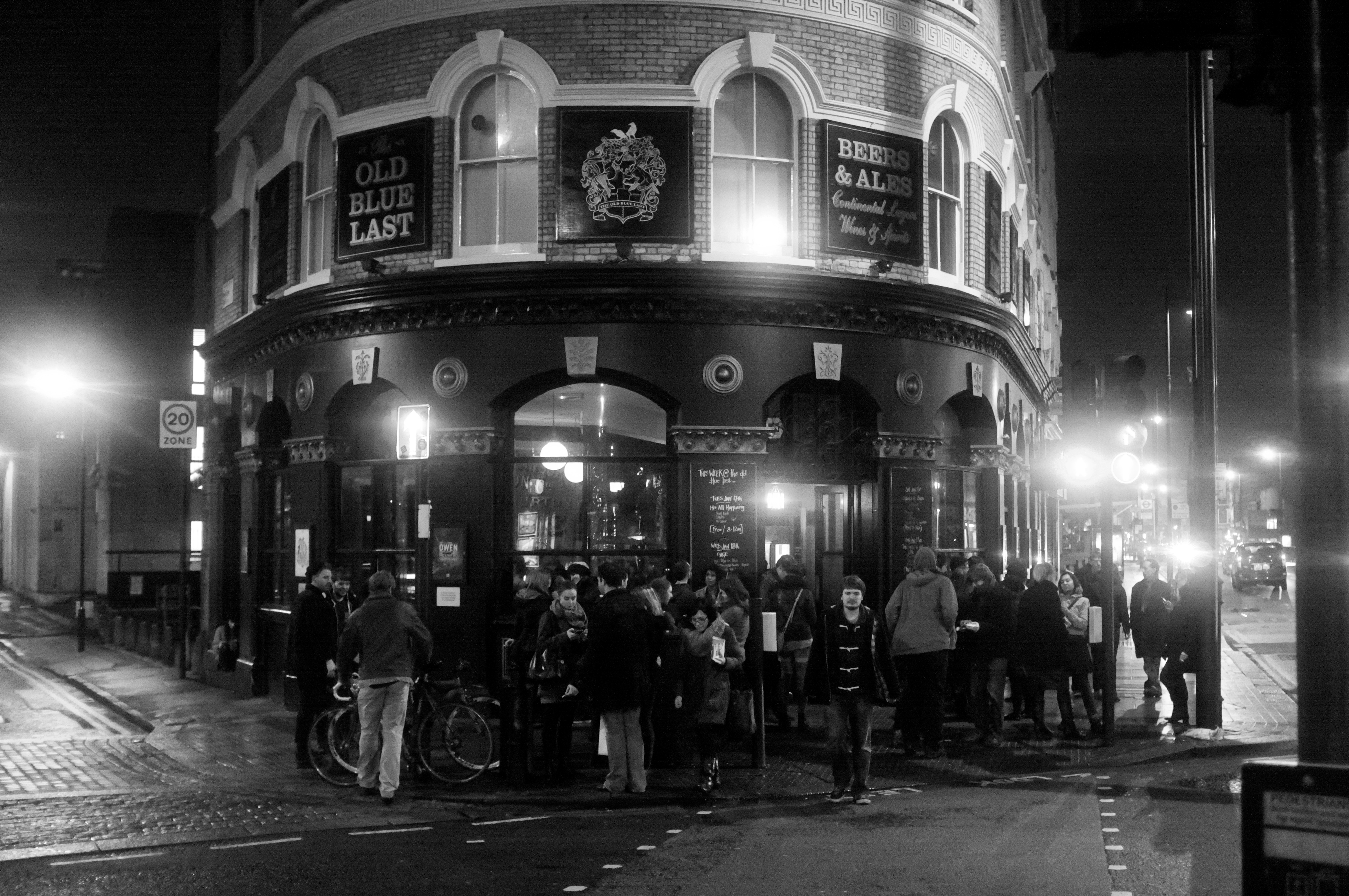
2012年时最后的老蓝酒吧。
Old Blue Last at Wikimedia Commons

Vice在伦敦东部的肖迪奇经营着一家名为最后的老蓝酒吧(The Old Blue Last)的英式酒吧和音乐场地，,并在这里录制了一个名为“live at The Old Blue Last”的现场音乐节目。 Vice于2004年收购了最后的老蓝酒吧后，进行了一系列的改造，其中大部分的改造发生在2010年。 乐队的成员包括北極潑猴、艾米·怀恩豪斯、Chromeo、Black Lips和芙蘿倫絲機進份子。
i-D杂志
Vice于2012年12月与英国时尚杂志i-D合作，Vice总裁安德鲁·克莱顿(Andrew Creighton)称其为“世界上唯一一家我们真正尊重的时尚杂志”。
VRSE.farm
2015年，Vice宣布在VRSE.farm投资了一笔“不公开的金额”，这是一家由知名导演克里斯·米尔克创立的虚拟现实公司。这一声明是在圣丹斯电影节上首次推出VR体验时发布的。圣丹斯电影节是与斯派克·琼斯(Spike Jonze)和Vice新闻合作推出的“虚拟现实新闻广播”。
脉冲电影
2016年3月，Vice收购了英国影视制作公司Pulse Films的控股权，以支持其原创节目制作。截至2017年3月22日，Pulse Films制作的原创内容包括Pillowtalk系列、Twiz系列和Tuck Bucket List，将在Vice的数字视频中心video.vice.com独家发布。
汽车杂志
Vice于2017年7月收购了英国杂志《车库》，以扩大其在青年市场的立足点，并宣布计划推出一个专注于艺术、时尚和文学的数字频道。

### 全球行为
2017年1月26日，Vice宣布将2013年收购的数字和移动代理公司胡萝卜创意(Carrot Creative)、2016年收购的制片公司脉冲电影整合为新的“德行全球(Virtue Worldwide)”。 这家450人的全球咨询公司总部位于纽约布鲁克林，提供全代理网络和多平台内容创作工作室的服务。德行全球将由首席执行官拉尔斯·赫明·乔根森领导。
Vice除了编辑业务外，还依靠这些内部和收购的广告公司以及与广告商合作，为公司的年轻受众量身打造全球广告活动。通过在给固定媒体资产中制作广告和展示位置来产生广告收入。Vice坚持将品牌和新闻内容的制作分开，而一些批评人士则认为，他们的业务“模糊了编辑和赞助之间的界线”。这种做法有时被称为“原生广告”，因为广告常常与常规内容混合在一起。  Vice的联合创始人阿尔维还表示，Vice拥有“由赞助商赞助的专营权——这是我们的目标，让我们的许多新闻专营权、故事和报道得到广告商的赞助。”这有点像50年代的新闻:“由吉列或其他公司带给你的”。我们喜欢这种模式。”
Vice合作过的品牌包括谷歌、联合利华、美國銀行、三星集团、丰田汽车、李维斯以及英特尔。然而，一些广告商一直备受争议；Vice（英国）的子公司Edition Worldwide因为播放烟草巨头菲利普莫里斯国际公司制作的内容而被儿童无烟草运动(Campaign for Tobacco Free Kids)和其他反吸烟组织称为是“高度不负责任”的行为。反烟草组织认为如此操作是不道德的，因为Vice新闻通常会吸引年轻观众观看。

## 工会化
跟随着沙龙、Gawker以及衛報的脚步，Vice（美国）在2015年8月7日经过约70名编辑投票决定成立工会，并加入 美国东部作家协会，Vice管理层也很快就认可了该工会。
然后，在2017年9月，为“Vice.com、有线电视频道Vice频道和HBO的Vice节目”制作视频内容的员工和自由职业者通过美国东部作家协会和电影编辑协会正式成立了工会。 当时，其中一个工会的一位领导人表示：“我们与Vice管理层建立了建设性的关系，并对该公司持续尊重员工参与集体谈判的权利表示赞赏。”
2017年5月2日，Vice媒体与加拿大分公司里，170名于2016年加入加拿大媒体工会的员工签署了为期三年的集体谈判协议。
2016年2月，Vice（英国）的员工呼吁和全国记者工会与官方认可的工会一起组建工会。员工们表示，这是在效仿Vice（美国）（该公司与美国东部作家协会合作成立工会)的举措，目的是让员工“分享公司的成功”，通过Vice提供更好的合同来加强工作保障，解决“薪酬问题……所以每个人都得到了公平的待遇，包括自由职业者，“并增加了职业发展的机会”。
Vice（英国）拒绝了这一提议；该公司拒绝承认全国记者工会，而表示，他们可以自由设立一个内部员工委员会。该公司副首席执行官马特·埃莱克(Matt Elek)声称，全国记者工会“对于他们自称在公司内代表谁的问题缺乏透明度，令人担忧，（而且）未能向我们提供任何数据，以证明他们在这个办公室得到了多大程度的支持”。他补充称:“全国记者工会习惯于与传统的印刷媒体企业和结构打交道——他们不习惯像这样的创新型数字工作场所，这里的文化一直鼓励灵活性，允许人们跨部门工作。”

作为回应，米歇尔·斯坦尼斯特里特(Michelle Stanistreet)（全国新闻工作者联合会秘书长）说：
有关全国记者工会在与Vice管理层的讨论中关于工作内容不透明方面的指责是完全不真实的。令人遗憾的是，事实证明，该公司如此不愿听取员工的意见，不愿为他们想要的东西提供便利——在工作中发出集体的声音。他们说全国记者工会及其3万名成员（包括Vice的成员）不习惯数字劳动力的现实，这是可笑的，表明这家公司对21世纪的工会的认知已经过时。拒绝本国记者要求工会承认的呼声，然后试图用一个鲁伯特·默多克式的员工协会来搪塞他们，这是一个相当老套的反工会策略，没有抓住问题的要害。全国记者工会的管理人员和Vice的代表将继续推动获得认可，如果公司希望通过法律迫使他们这样做，而不是通过与员工进行明智的接触，那就这么做吧。

## 扩建布鲁克林办公室
2014年7月，Vice媒体宣布，将把总部搬到威廉斯堡的一栋新大楼里。据《华尔街日报》的一篇文章称，此举将使他们的办公室规模扩大一倍，并新增雇佣约500名员工。
这一消息公布后，原本占用大楼的两个乐队——声波毁灭者以及肯特 285很快宣布了他们在这里的音乐场地即将关闭。随着Glasslands管理层于2014年10月宣布该艺术场地将于2014年底关闭，它成为了第三个因为Vice媒体扩张而关闭的威廉斯堡音乐空间——与声波毁灭者以及肯特 285一样——《big Shot》杂志声称，布鲁克林的音乐社区受到了“众所周知的痛击(proverbial kick in the groin)”。
在大幅涉及场馆被Vice驱逐出场的文章出街之后，布鲁克林维根解析了Vice媒体对于搬进新办公室的交易，这其中包括买断租户租约和支付过期租金的条款，这与一些媒体报道的关于大楼改造和Vice媒体与现有租户私下交易相矛盾。
在2014年将办公室扩展到声波毁灭者以及Glasslands的音乐场地后，Vice进一步扩大了在布鲁克林的业务，在华盛顿街55号租了一处7.4万平方英尺的房产。新的办公室容纳了之前收购的胡萝卜创意(Carrot Creative)以及Vice旗下其他企业的员工。